# Роллис (тауншип, Миннесота)
Роллис (англ. Rollis) — тауншип в округе Маршалл, Миннесота, США. На 2000 год его население составило 141 человек.

## География
По данным Бюро переписи населения США площадь тауншипа составляет 93,2 км², из которых 93,2 км² занимает суша, водоёмов нет.

## Демография
По данным переписи населения 2000 года здесь находились 141 человек, 62 домохозяйства и 40 семей. Плотность населения — 1,5 чел./км². На территории тауншипа расположено 75 построек со средней плотностью 0,8 построек на один квадратный километр. Расовый состав населения: 97,87 % белых и 2,13 % приходится на две или более других рас.
Из 62 домохозяйств в 19, % воспитывались дети до 18 лет, в 64,5 % проживали супружеские пары и в 33,9 % домохозяйств проживали несемейные люди. 30,6 % домохозяйств состояли из одного человека, при том 11,3 % из — одиноких пожилых людей старше 65 лет. Средний размер домохозяйства — 2,27, а семьи — 2,88 человека.
19,1 % населения — младше 18 лет, 1,4 % — в возрасте от 18 до 24 лет, 27,0 % — от 25 до 44, 34,8 % — от 45 до 64, 17,7 % — старше 65 лет. Средний возраст — 48 лет. На каждые 100 женщин приходилось 123,8 мужчин. На каждые 100 женщин старше 18 приходилось 119,2 мужчин.
Средний годовой доход домохозяйства составлял 25 714 долларов, а средний годовой доход семьи — 26 875 долларов. Средний доход мужчин — 26 250 долларов, в то время как у женщин — 20 000. Доход на душу населения составил 17 254 доллара. За чертой бедности находились 7,5 % семей и 7,9 % всего населения тауншипа.